# Белоградовский сельский округ
Белоградовский сельский округ (каз. Белоградов ауылдық округі) — административная единица в составе Тимирязевского района Северо-Казахстанской области Казахстана. Административный центр и единственный населенный пункт — село Белоградовка.
Население — 442 человека (2009, 816 в 1999, 800 в 1989).
Динамика численности
| Численность населения | Численность населения | Численность населения |
| 1989                  | 1999                  | 2009                  |
| --------------------- | --------------------- | --------------------- |
| 800                   | ↗816                  | ↘442                  |

## Этнокультурное объединение
С 16 декабря 2007 года в округе функционирует казахско-славянский этнокультурный центр «Туған жер».

## История
Белоградовский сельский совет образован 13 апреля 1978 года решением Северо-Казахстанской облисполкома. 12 января 1994 года постановлением главы Северо-Казахстанской областной администрации образован Белоградовский сельский округ. Решением 12 сессии Северо-Казахстанского областного маслихата и акима Северо-Казахстанской области от 12 февраля 1997 года Белоградовский сельский округ упразднён с передачей в административное подчинение Мичуринского сельского округа . Вновь образован 12 октября 2001 года из состава Мичуринского сельского округа.
Село Аралколь было ликвидировано совместным решением Северо-Казахстанского областного маслихата и акима Северо-Казахстанской области от 27 мая 2005 года. 21 июня 2019 года было ликвидировано село Аксу.

## Состав
| Населенный пункт   | Население, человек (1989) | Население, человек (1999) | Население, человек (2009) |
| ------------------ | ------------------------- | ------------------------- | ------------------------- |
| Белоградовка, село | 520                       | 727                       | 431                       |

### Упразднённые населённые пункты
В состав округа входили такие населенные пункты:
| Населенный пункт   | Население, человек (1989) | Население, человек (1999) | Население, человек (2009) |
| ------------------ | ------------------------- | ------------------------- | ------------------------- |
| Аксу, село         | 138                       | 89                        | 11                        |
| Аралколь, село     | 142                       | -                         | -                         |
| Белоградовка, село | 520                       | 727                       | 431                       |